# 高橋直樹 (シナリオライター)
高橋 直樹（たかはし なおき、1975年 - ）は日本のシナリオライター、プログラマー、コラムニスト。NScripterの開発者。大阪府出身。

## 主な作品
ユニゾンシフト
- Moe～萌黄色の町～
- innocent Eye's
- 胸キュン! はぁとふるCafe
- リリカル・ミント

TOUCHABLE
- あいあんめいど～恋のご奉仕大作戦～
- るな・るな！
- デイドリーム・ビリーバー
- 魔法少女マナ

Studio e.go!
- IZUMOシリーズ
- エーベンブルグの風

コラム
- 直樹・スミスミのTalkなコラム（PCエンジェル誌）

nscripter.com
- くのいちボーグしのぶちゃん～果たし合い宇宙～
- 汐乃 OF THE DEAD
- ほしぞら☆ボイロアリーナ